# Kevin Romy
Kevin Romy (* 31. Januar 1985 in La Chaux-de-Fonds) ist ein ehemaliger Schweizer Eishockeyspieler, der über viele Jahre für den Genève-Servette HC und den HC Lugano in der National League aktiv war. 2006 gewann er mit Lugano die Schweizer Meisterschaft. Romy nahm zudem an sieben Weltmeisterschaften und einem olympischen Eishockeyturnier für die Schweizer Nationalmannschaft teil.

## Karriere
Kevin Romy begann seine Karriere als Eishockeyspieler 2000 in seiner Heimatstadt beim HC La Chaux-de-Fonds, mit dem er in seiner ersten Saison im professionellen Eishockey in die Nationalliga B abstieg. Trotz des direkten Wiederaufstiegs verliess Romy 2002 den Club und wechselte zum Genève-Servette HC, für den er drei weitere Jahre in der NLA auflief. In dieser Zeit wurde er im NHL Entry Draft 2003 in der vierten Runde als insgesamt 108. Spieler von den Philadelphia Flyers ausgewählt, für die er allerdings nie spielte. Im Sommer 2005 erhielt der Angreifer einen Vertrag beim HC Lugano, mit dem er 2006 zum ersten Mal in seiner Karriere Schweizer Meister wurde. Ab Herbst 2012 stand Romy wieder für den Genève-Servette HC auf dem Eis, mit dem er 2014 und 2015 den Spengler Cup gewann.
Aufgrund mehrerer Verletzungen bestritt er zuletzt keine vollständigen Spielzeiten mehr und beendete daher nach der Saison 2018/19 seine aktive Karriere. Insgesamt absolvierte er 840 Spiele in der National League.

### International

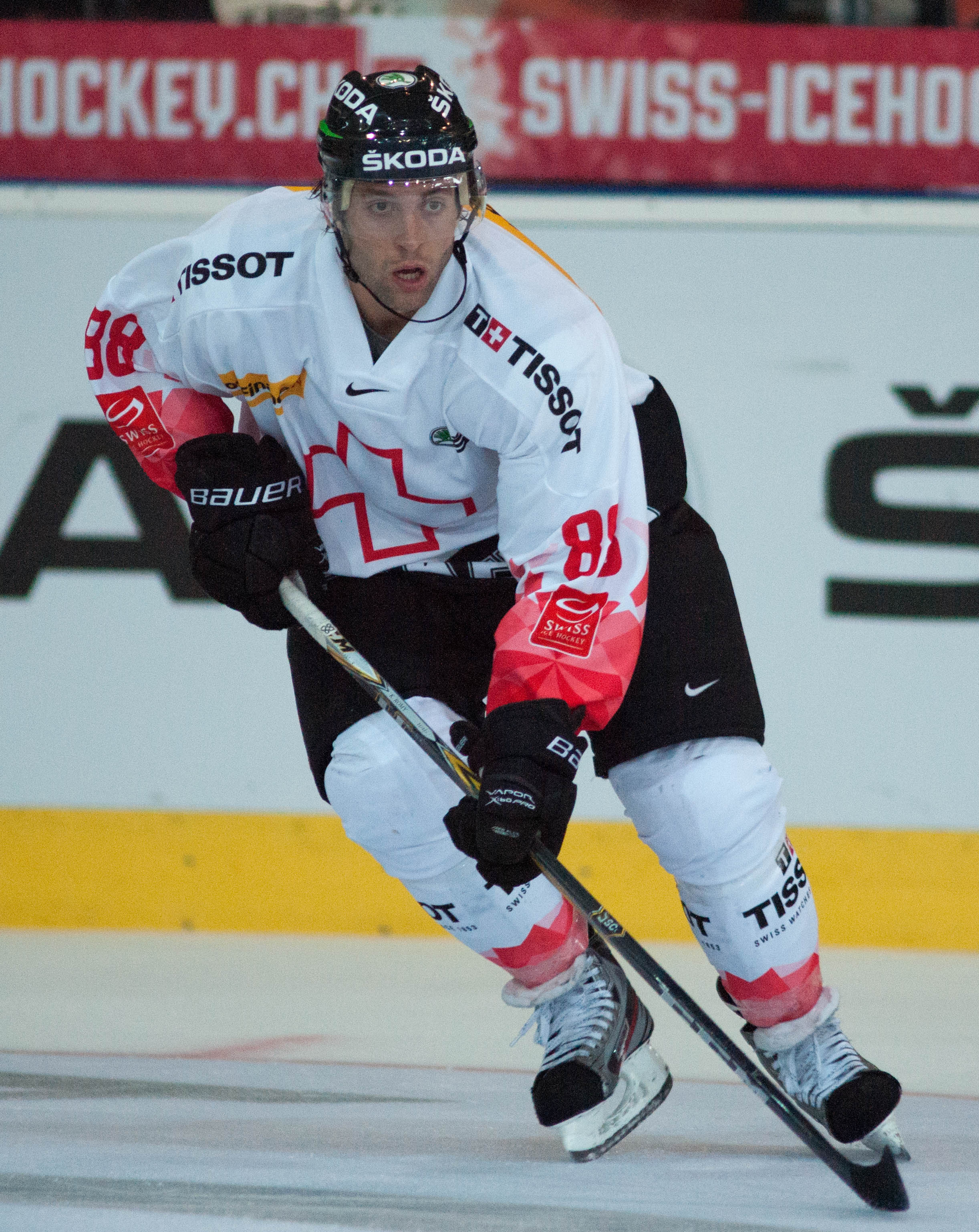
Kevin Romy im Nationaltrikot (April 2012)

Für die Schweiz nahm Romy an den U18-Weltmeisterschaften 2002 und 2003, so wie an den U20-Junioren-Weltmeisterschaften 2003, 2004 und 2005 teil.
Im Seniorenbereich stand Romy im Aufgebot der Schweizer Nationalmannschaft bei den A-Weltmeisterschaften 2005, 2006, 2009, 2010, 2012, 2014 und 2015. Bei Olympischen Winterspielen stand er für die Eidgenossen erstmals 2014 in Sotschi auf dem Eis, nachdem er zuvor bereits an der Qualifikation für die Spiele 2006 in Turin teilgenommen hatte, aber nach dem erfolgreich bestrittenen Qualifikationsturnier im Februar 2005 in Kloten nicht für das Olympiaturnier berücksichtigt worden war.
Insgesamt absolvierte er 153 Länderspiele für die Schweiz.

## Erfolge und Auszeichnungen
- 2002 Aufstieg in die Nationalliga A mit dem HC La Chaux-de-Fonds
- 2006 Schweizer Meister mit dem HC Lugano
- 2013 Gewinn des Spengler Cups mit dem Genève-Servette HC
- 2014 Gewinn des Spengler Cups mit dem Genève-Servette HC

## Karrierestatistik
(Legende zur Spielerstatistik: Sp oder GP = absolvierte Spiele; T oder G = erzielte Tore; V oder A = erzielte Assists; Pkt oder Pts = erzielte Scorerpunkte; SM oder PIM = erhaltene Strafminuten; +/− = Plus/Minus-Bilanz; PP = erzielte Überzahltore; SH = erzielte Unterzahltore; GW = erzielte Siegtore; 1 Play-downs/Relegation; Kursiv: Statistik nicht vollständig)